# Евреи в Башкортостане
Евреи в Башкортостане — один из проживающих народов в Республики Башкортостан. Численность — 1900 человек согласно переписи 2010 года.

## Религия
Религия — иудаизм. Главный раввин — Дан Кричевский. Синагога построена в 2008 году, строилось в парковой зоне по улице Блюхера Уфы. Старое здание синагоги располагалась в деревянном здании по ул. Ханыковская, 54 (ныне ул. Гоголя, 58). Рядом находилась двухэтажная каменная школа. К 1915 году построено новое, каменное здание синагоги рядом со старым деревянным. В декоративном убранстве этого здания были произвольно использованы элементы классицизма, барокко, модерна, византийского и неорусского стилей. Синагога являлась единственным религиозным центром во всем регионе. Синагога, школа стала центром расселения евреев в Уфе..
В здании синагоги работают детский сад, гимназия, спортивный и тренажёрный залы, музей памяти жертв Холокоста, бассейн для ритуальных омовений, благотворительная столовая.
Издаются ежемесячные газеты «Еврейская душа», «Шорашим».
Проводятся Дни еврейской культуры, свободно проводятся религиозные праздники.
Еврейское кладбище расположено в Старой Уфе.

## История
На территории Исторического Башкортостана евреи зафиксированы в XIX веке. В 1859 году в Уфе жили три еврейские семьи; две состояли из перебравшихся из Сибири ссыльнопоселенцев, одна из мещан Могилевской губернии.
В Уфимской губернии в 1865 году было 157, в 1897—720 человек (почти все жили в городах Уфа, Стерлитамак, Белебей, Мензелинск, Златоуст). По данным Еврейской энциклопедии, в 1880—1881 годах здесь жило уже 300 человек, 130 из которых являются отставными нижними чинами и членами их семей, 120 — ремесленниками с семьями.
В конце XIX века в Оренбургской губернии почти половина еврейского населения занималась производственной деятельностью, 33,8 % — торговлей, 6,2 % — вооружённых силах, 3,7 % — интеллектуальной деятельностью и 10,7 % — другими видами деятельности. Тогда же в Уфимской губернии было 12 врачей и дантистов, 43 портных, 37 торговцев, 12 мастеров-часовщиков, 36 человек в вооружённых силах и т. д. К 1920 году численность евреев достигла 4,6 тыс. человек. Наибольшая численность отмечена в Уфимском (3762) и Белебеевском кантонах (666).
По данным переписи 1926 года в БАССР число евреев составляет лишь 2185 (47,2 % от показателей 1920 года). По данным переписи населения, проведённой в 1939 году в БАССР, было 3796 евреев, причём в сельской местности 675 человек, что составило 17,3 % — самый высокий из аналогичных показателей за все года
Рост численности евреев продолжался и после Великой Отечественной войны. Перепись 1959 года учла в БАССР более 7,4 тыс. евреев (с высшим и средним образованием было 690 человек на одну тысячу).
С середины 60-х годов XX века численность уменьшается: в 1970 году — 6,7 тыс., 1979 год — 5,9 тыс., 1989 год — 4,9 тыс. и в 2002 году — 2,4 тыс. Главная причина — эмиграция. Если в начале 70-х годов Башкирию покинуло две еврейские семьи, то за последнее десятилетие за рубеж выехало около тысячи человек, в основном в Израиль, а также в США. В 1994 году в Республике Башкортостан проживало 3968 евреев (80,8 % от числа евреев 1989 года). С начала 2008 года из Уфы в Израиль не переехал ни один человек
Новый виток развития еврейского общества в Башкирии приходится на времена перестройки. В 1988 году в Уфе был зарегистрирован первый в России клуб любителей еврейской культуры, преобразованный в 1992 г. в "Еврейский национально-культурный центр «Кохав». При центре постоянно функционируют школа по изучению иврита, библиотека, группа милосердия. В 1991 году учреждается Ассоциация башкирско-израильского делового сотрудничества. В 1998 году был открыт благотворительный фонд «Хэсэд Лея», волонтёры которого помогают пожилым людям и инвалидам.
Одной из удивительных черт существования иудейской общины в мусульманском регионе стало сближение с существующими обычаями, ассимиляция. Этому способствовала общность религиозных традиций: обрезание на восьмой день жизни мальчика, совершеннолетие в 12-13 лет, запрет на потребление свинины, похороны покойников в день смерти или на другой день в саване и т. д. В израильском городе Хайфа проживает большое число бывших жителей Башкирии, они организовали «Хайфское объединение выходцев из Башкортостана», совместно проводят еврейские и башкирские праздники.

## Еврейские организации

### Уфа[9]
- Еврейский Национальный Культурный Центр Синагога, ул. Блюхера 1/1
- Негосударственное образовательное учреждение "Еврейская средняя школа «Ор Авнер», ул. Блюхера 1/1
- Еврейское Агентство АНО СОХНУТ ул. Блюхера 1/1
- Благотворительный фонд Хэсэд — Лея ул. Бульвар Славы 6

### Стерлитамак
- «Еврейская община г. Стерлитамака».

### Салават
- «Еврейская община г. Салавата».

## Известные люди Башкортостана
Быкин, Яков Борисович — первый секретарь башкирского обкома компартии с 1930 по 1937 год.